# Carne de cavalo

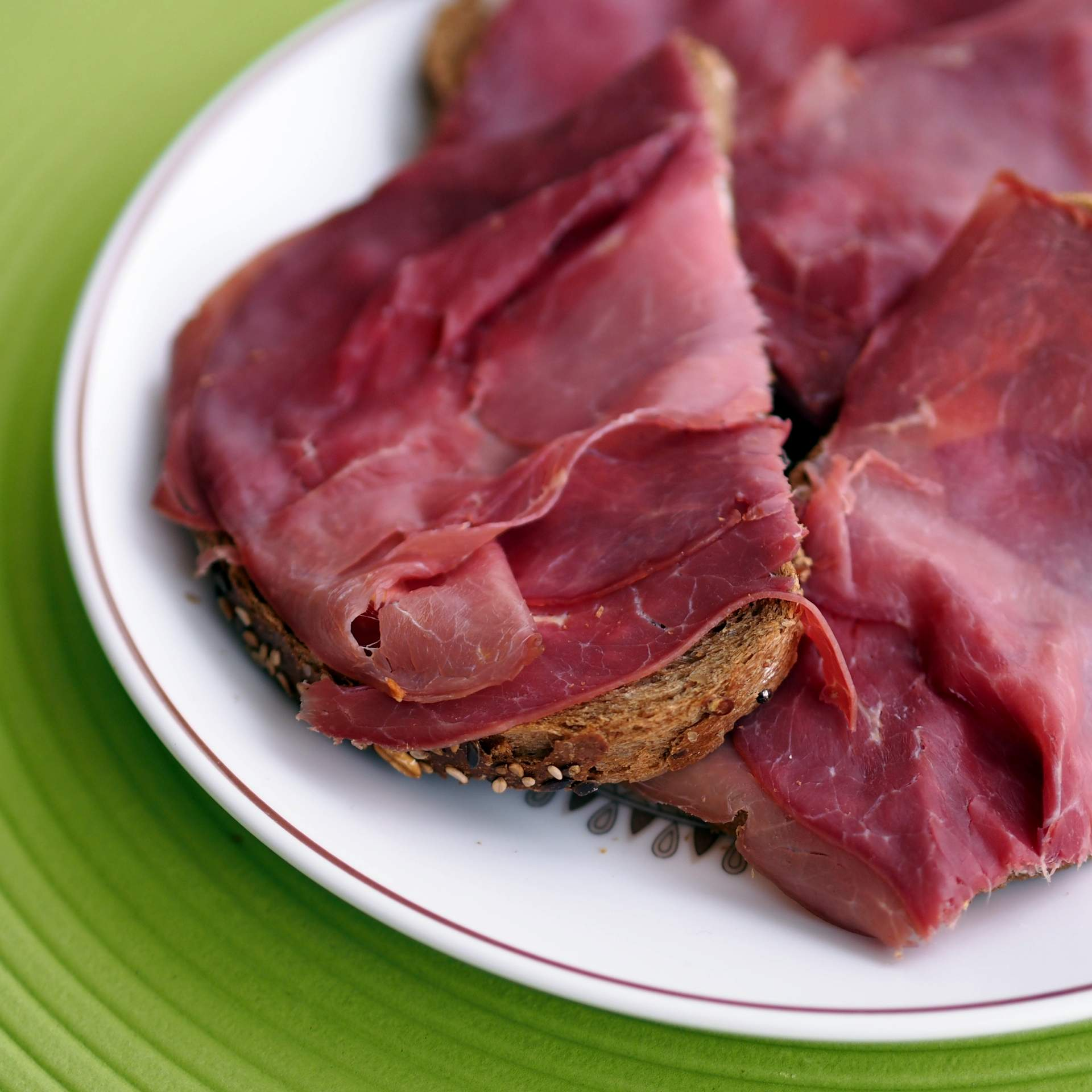
Prato com carne equina defumada.

Carne de cavalo é a carne obtida à partir do abate de cavalos. É um alimento de sabor levemente adocicado, macio, pobre em gordura e rico em proteínas.
Desde a pré-história os cavalos selvagens eram caçados como fonte de alimento. Hoje ela é uma carne importante em poucos países, notavelmente da Ásia Central, mas também faz parte das tradições culinárias da Europa, América do Sul e China. Cerca de 4,7 milhões de cavalos são abatidos por ano pelos países criadores.
| País                                                                         | Animais abatidos (2019) | Produção anual em milhares de toneladas (2024) |
| ---------------------------------------------------------------------------- | ----------------------- | ---------------------------------------------- |
| China                                                                        | 1 479 938               | 159                                            |
| Cazaquistão                                                                  | 746 002                 | 156                                            |
| Mongólia                                                                     | 633 287                 | 82                                             |
| México                                                                       | 550 474                 | 72                                             |
| Rússia                                                                       | 254 727                 | 45                                             |
| Brasil                                                                       | 175 171                 | 22                                             |
| Quirquistão                                                                  | 153 780                 | 30                                             |
| Argentina                                                                    | 103 000                 | 22                                             |
| Austrália                                                                    | 83 188                  | 24                                             |
| Fontes: animais abatidos - FAOSTAT 2019;[6] Produção anual - FAOSTAT 2024[7] |                         |                                                |

## Tabu

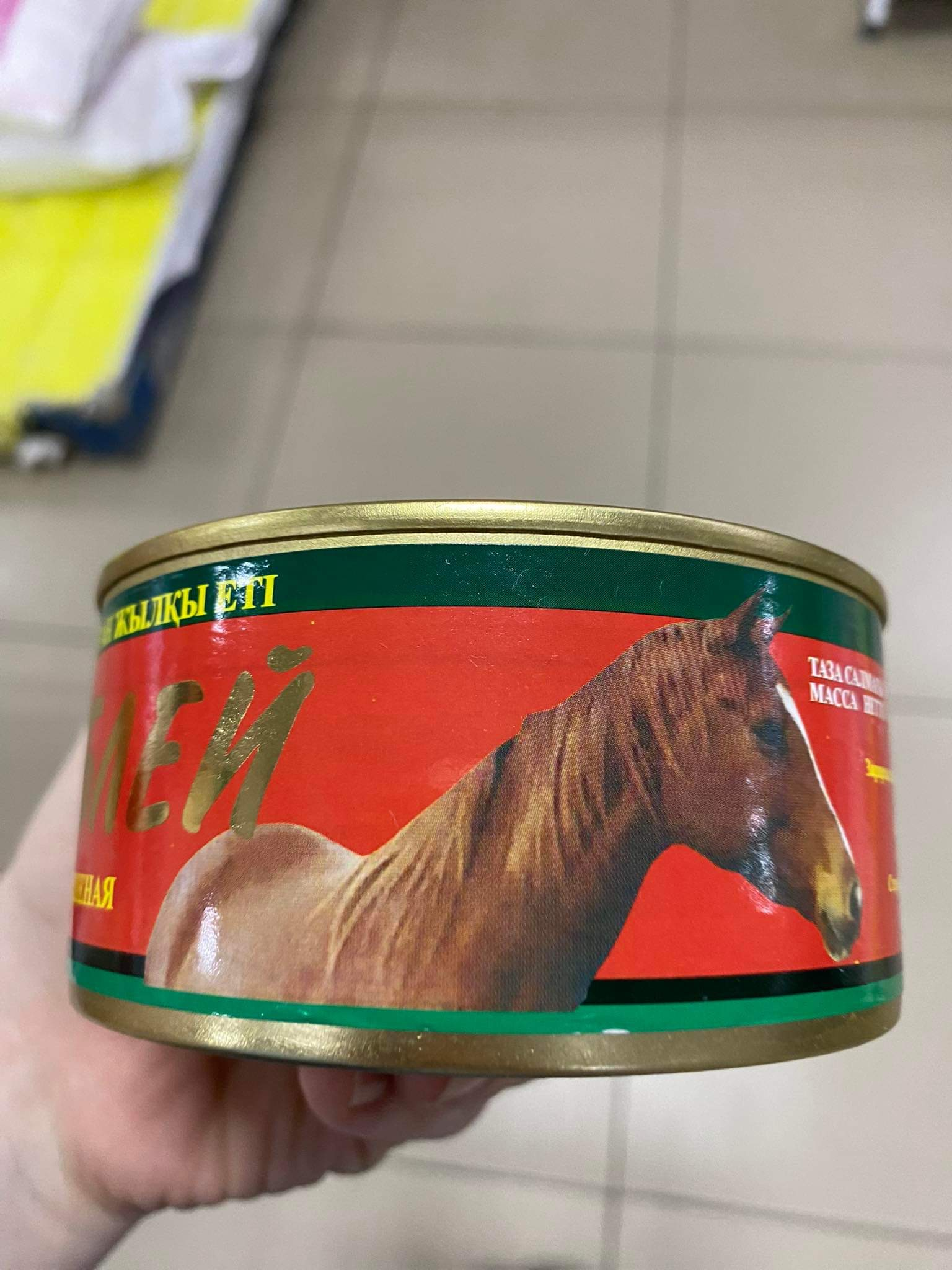
Carne equina enlatada disponível em supermercado do Cazaquistão.

Devido à afinidade do homem para com os cavalos e às funções que eles desempenham como animal de trabalho e de estimação, consumi-lo tornou-se um tabu em muitas culturas. Essas associações históricas, bem como religiosas, contribuíram para o desenvolvimento da aversão ao consumo desta carne em diversos povos ocidentais.

## Produção brasileira
A produção de carne equina no Brasil é uma atividade legalizada, mas culturalmente pouco aceita no mercado interno, por conta de se tratar de um tabu alimentar. Desta forma, embora o país esteja classificado como o sexto maior produtor mundial em número absoluto de animais abatidos, e seja o maior exportador global desta proteína, a produção brasileira de carne de cavalo é quase totalmente voltada para o mercado externo.
O abate e a comercialização de carne de cavalo (e outros equídeos, como jumentos e mulas) são permitidos no Brasil pelo Decreto 9 013 de 2017 do Ministério da Agricultura, Pecuária e Abastecimento (Mapa), que classifica os equinos como "espécies de açougue". O processo exige inspeção sanitária em frigoríficos registrados no Serviço de Inspeção Federal (SIF).
Historicamente, o consumo de carne equina é tabu no Brasil devido sobretudo à associação dos cavalos com trabalho e lazer, além de questões religiosas e sentimentais. Menos de 1% da produção é consumida internamente, geralmente em nichos específicos ou na forma de subprodutos.
  

Além da carne, partes como couro (para vestuário ou artesanato), crina (para pincéis ou cordas) e ossos e sangue (para ração animal ou fertilizantes) são aproveitadas, mas esses insumos não consumidos diretamente como alimentos.